# 오키촌 (야마구치현)
오키촌(王喜村)은 야마구치현 아사군에 설치되었던 촌이다. 현재의 시모노세키시에 해당한다.